# Infest (groupe)
Infest est un groupe de punk hardcore américain, originaire de Valencia, en Californie.

## Biographie
Le groupe est formé en septembre 1986 par Joe Denunzio, Matt Domino, Dave Ring et Chris Clift. The band is considered to be pioneers of the dissonant hardcore style known as powerviolence. Le terme est crédité par leur guitariste Matt Domino, qui l'a utilisé pour décrire son autre groupe, Pissed Happy Children,. Le quatuor mêle l'éthique, la vélocité et la structure musicale du hardcore straight edge à l'agressivité de groupes comme Negative Approach et Negative FX. Le style vocal de Joe Denunzio fait ressortir sa colère, et les thèmes lyriques traitent de la guerre, de la politique, des problèmes sociopolitiques, délivrant une agressivité accusatoire. Cependant, Infest diffère de ses pairs de par son imagerie et son point de vue politique, décrivant souvent la pauvreté, et la misère. Le groupe se sépare en 1996, et ne compte que quelques concerts joués dans toute la Californie.
Le 1er juillet 1991, Infest enregistre un set live pour la chaine de radio de Los Angeles KXLU. Cette session est plus tard publiée par Deep Six Records, qui aura aussi publié l'album No Man's Slave en 2002. Les morceaux instrumentaux sont enregistrés en été 1995, et les morceaux vocaux après leur séparation, en 2000.
Le 13 janvier 2013, Infest joue son premier concert depuis l'Echo en 1991, à l'Echo Park, en Californie, avec des groupes comme ACxDC (Anti-Christ Demon Core), Barking Backwards, Fissure et Sordo. Ils sont parmi les têtes d'affiche à l'édition 2013 du Maryland Deathfest et du Chaos in Tejas, respectivement. En juillet 2013, Infest joue au Destroy L.A. Hardcore Festival avec Chain of Strength. En juillet 2014, ils jouent un concert inédit au Vice Palace de Dallas, au Texas, avec le groupe Weekend Nachos. Depuis, le groupe jouera fréquemment, notamment au festival néerlandais Deathfest en 2016.

## Discographie
- 1987 : Infest (démo)
- 1988 : Infest (EP, Drawblank)
- 1988 : Slave (Off the Disk)
- 1989 : Split avec Pissed Happy Children (Slap-a-Ham)
- 1991 : Mankind (7", Drawblank)
- 2001 : KXLU Radioshow (12", Deepsix)
- 2002 : No Man's Slave (Deepsix)
- 2013 : Days Turn Black (7", Drawblank)